# Acra Leuce
Acra Leuce (grec antic: Ἂκρα Λευκῆ «Akra Leuké») és el nom d'una població que fou fundada per Hamílcar Barca el 231 aC i que s'ha identificat, encara que no irrefutablement, amb la ciutat ibero-romana de Lucèntum, al peu de la Serra Grossa, a l'altra banda de la qual hi ha la moderna ciutat d'Alacant.

## Localització
Els estudis d'Enrique Llobregat van descartar al seu moment la identificació d'Acra Leuce amb Lucèntum, atès que aquesta ciutat presentava materials arqueològics anteriors a la segona meitat del segle iii aC No obstant això, els nous treballs realitzats en els establiments del Tossal de Manises i del Tossal de les Basses, a l'altre costat de l'Albufereta, han precisat que almenys la part baixa del primer és molt probablement de fundació púnica, i que l'assentament ibèric antic sembla trobar-se en el segon. No existeixen, de tota manera, arguments per postular la identificació d'Acra Leuce amb la posterior Lucèntum.